# Rio Betari
Rio Betari är ett vattendrag i Brasilien.   Det ligger i delstaten São Paulo, i den södra delen av landet, 1 000 km söder om huvudstaden Brasília.
I omgivningarna runt Rio Betari växer i huvudsak städsegrön lövskog. Runt Rio Betari är det mycket glesbefolkat, med 3 invånare per kvadratkilometer.